# Eïs-mineur
eïs-mineur of eïs-klein (afkorting E♯m) is een toonsoort met als grondtoon eïs.

## Toonladder
De voortekening telt acht kruisen: cis, gis, dis, aïs, eïs en bis en fisis Het is de parallelle toonaard van Gis-majeur. De enharmonisch gelijke toonaard van eïs-mineur is f-mineur.
Er bestaan drie mogelijke varianten van eïs-mineur:
- Natuurlijke mineurtoonladder: eïs - fisis - gis - aïs - bis - cis - dis - eïs

- Harmonische mineurtoonladder: eïs - fisis - gis - aïs - bis - cis - disis - eïs

- Melodische mineurtoonladder: eïs - fisis - gis - aïs - bis - cisis - disis - eïs